# Juke joint

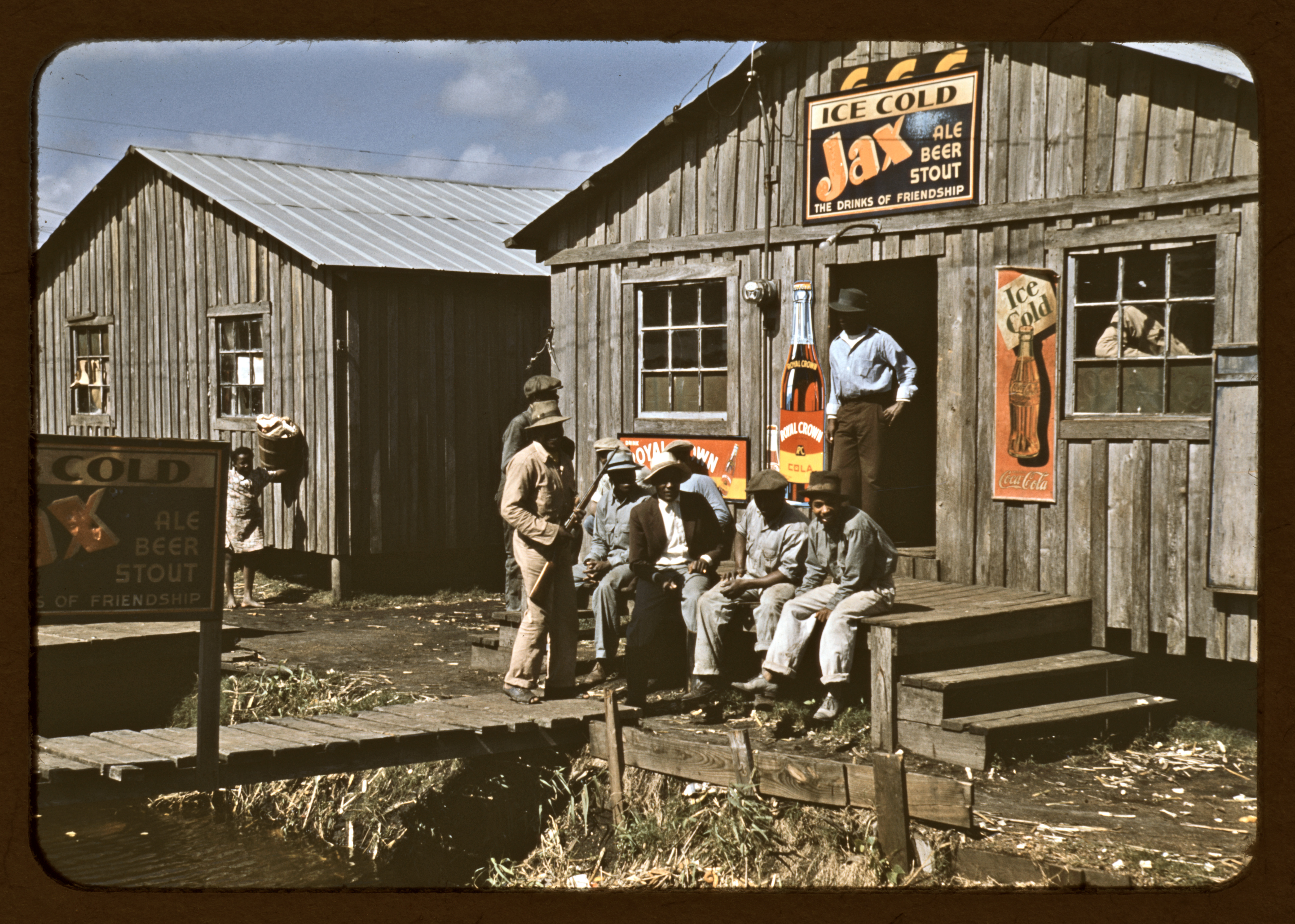
Juke joint v Belle Glade na Floridě. Fotografie od Marion Post Wolcott z roku 1944.

Tanec v juke jointu u města Clarksdale (Mississippi), rok 1939.

Juke joint je anglické lidové označení pro neformální zařízení s produkcí hudby, tance, hazardu a pití, převážně provozované Černochy na jihovýchodě Spojených států.
Termín juke pravděpodobně pochází ze slova joog v jazyce gullah, což znamená hlučný, rozvášněný, nepořádný.
Český ekvivalent by mohl znít putyka.
Klasické juke jointy, nacházející se např. na venkovských křižovatkách, vyhověly poptávce venkovské pracovní síly, která se začala objevovat po emancipaci černošského obyvatelstva.
Černošští pracovníci na plantážích a pachtýři po náročném týdnu potřebovali místo k odpočinku a společenskému životu.
Zvláště, když byli vyloučeni z většiny zařízení "pro bílé' na základě zákonů Jima Crowa.
Juke joints tak byly otevírány na okrajích města, často ve zchátralých budovách či soukromých staveních, aby poskytly zábavu, jídlo, pití, tanec a hazard unaveným dělníkům.
Vlastníci si většinou přivydělávali prodejem smíšeného zboží a načerno pálené kořalky, popřípadě poskytováním levného ubytování a stravy.